# جراح‌ماهی (سرده)
جراح‌ماهی (سرده) (نام علمی: Acanthurus) نام یک سرده از تیره جراح‌ماهیان است.